# Casa da Morte
A Casa da Morte foi um centro clandestino de tortura e assassinatos criados pelos órgãos de repressão da ditadura militar brasileira (1964-1985) numa casa na cidade de Petrópolis, estado do Rio de Janeiro. Na casa, diversos presos políticos capturados foram torturados e assassinados por militares durante a década de 70, fato que só se tornou conhecido devido às denúncias de uma única sobrevivente, a dirigente da organização VAR-Palmares Inês Etienne Romeu, que lutava contra a ditadura militar. Ela foi cativa, estuprada e torturada por mais de três meses na residência, antes de ser jogada numa rua do subúrbio do Rio quase morta, mas sobrevivendo para contar a história. A casa foi tombada provisoriamente pelo INEPAC em 2023.

## Centro de tortura e assassinato
Localizada na rua Arthur Barbosa, 668, atual Arthur Barbosa, 50 - foi identificada pelos militares pelo nome de 'Codão' - no alto de um morro do bairro Caxambu e de propriedade do empresário alemão Mario Lodders, um simpatizante da ditadura militar que a cedeu ao Exército, ela foi montada após a ordem do então ministro do Exército Orlando Geisel ao CIEx, de que todos os presos políticos banidos anteriormente do país deveriam ser executados se capturados novamente em território brasileiro.
O primeiro preso a ter morrido na casa provavelmente foi Carlos Alberto Soares de Freitas, um dirigente da VAR-Palmares desaparecido em fevereiro de 1971. Em maio do mesmo ano, o tenente-médico Amílcar Lobo testemunhou, numa de suas idas ao local para tratar de prisioneiros feridos, um jovem enlouquecido que dizia ver tigres no jardim ser morto na sala da casa pelo major do Exército Rubens Paim Sampaio, codinome "Dr. Teixeira", que lhe comunicou que "ninguém saía vivo da casa". Os mortos na casa eram depois esquartejados e enterrados nas cercanias. O número total de mortos nela é até hoje desconhecido, mas pelo menos 22 guerrilheiros foram trucidados em seu interior. Antes, tinham sido listados 16.
Alguns dos possíveis presos políticos mortos e desaparecidos que teriam passado pela casa encontram-se Aluisio Palhano, Ivan Mota Dias, Heleny Guariba, Walter Ribeiro Novaes (VPR), Paulo de Tarso Celestino (ALN), Mariano Joaquim da Silva (VAR-Palmares), Marilene Villas-Boas (MR-8) - vistos ou descobertos por Etienne Romeu - David Capistrano, José Roman, Walter de Souza Ribeiro (PCB), Issami Okamo, Ana Kucinski e Wilson Silva (ALN) - descobertos por fontes militares.
Além do major Sampaio, outros nomes foram ligados à tortura e execução de presos políticos no centro clandestino, como o falecido ex-coronel do CIEx Freddie Perdigão ("Dr.Nagib") e o ex-sargento e hoje advogado Ubirajara Ribeiro de Souza ("Dr. Ubirajara") Em janeiro de 2011, um levantamento do governo federal estimou que 19 pessoas teriam sido enterradas clandestinamente em Petrópolis, provavelmente presos políticos que teriam passado pela casa e desaparecido.
Em junho de 2012, o tenente-coronel reformado Paulo Malhães ("Dr. Diablo") declarou que o lugar, chamado de "casa de conveniência" no jargão dos torturadores do CiEx, tinha sido especialmente preparado por ele para receber os presos políticos capturados e basicamente servia para transformar guerrilheiros em infiltrados em suas próprias organizações. Malhães, um ex-integrante do Movimento Anticomunista (MAC), organizava pessoalmente as sentinelas do lugar, a rotina da casa e até as festas dadas para disfarçar, já que ele se passava por um fazendeiro que ia a Petrópolis ocasionalmente. Cada oficial trazia seu próprio preso, com sua própria equipe de sargentos, cabos e soldados, para "trabalhá-lo" individualmente. Segundo Malhães, o único erro cometido pelos torturadores foi a libertação de Inês Etienne, que fingiu ter aceitado se passar por infiltrada em troca da liberdade após três meses de tortura, e foi quem afinal, em 1979, denunciou a existência da Casa da Morte. Corroborando o depoimento de Inês, Malhães confirmou que Carlos Alberto Soares de Freitas passou pela casa, mas negou a permanência nela do ex-deputado Rubens Paiva, também um desaparecido político.
Em 2014, os nomes de cinco dos torturadores que atuaram na casa vieram a público: coronel do exército Cyro Etchegoyen, chefe de Contrainformações do Centro de Informações do Exército (CIE), a mais alta patente no local, codinome "Dr. Bruno"; os ex-sargentos Rubens Gomes Carneiro, codinome "Laecato", Jairo de Canaã Cony, codinome "Marcelo" e Carlos Quissak, além do cabo Severino Manuel Ciríaco, codinome "Raul". Policiais, como o comissário de polícia de Petrópolis Luiz Cláudio Azeredo Viana, o Luizinho, codinome "Laurindo", também foram identificados como integrantes do grupo de torturadores. Outro identificado foi o hoje oficial da reserva, então tenente Antônio Fernandes Hughes de Carvalho, um dos que também teriam participado da tortura e morte do deputado federal Rubens Paiva no Rio de Janeiro.
Etchegoyen foi o oficial que decidiu pela libertação de Inês após quase três meses de torturas, acreditando tê-la transformada numa agente dupla da repressão. O engano lhe custou a promoção a general. O sargento Cony caiu em desgraça no Exército ao ter seu nome envolvido em negociações no mercado negro com as armas tomadas dos guerrilheiros, foi transferido para Rondônia e morreu em 1982 baleado pela sentinela do próprio batalhão onde servia. O sargento Quissak era o motorista que transportava os presos do Rio até Petrópolis. Depois disso passou a fazer serviços domésticos na casa do general José Luiz Coelho Neto, subcomandante do CIEx e o oficial que conseguiu alugar a casa de Mario Loders através de Fernando Aires da Mota, ex-piloto da Panair e ex-interventor na Prefeitura de Petrópolis. Além destes e de Malhães, Perdigão, Sampaio e Ubirajara Ribeiro de Souza, outros nomes ligados à casa foram Orlando de Souza Rangel ("Doutor Pepe"), José Brant Teixeira ("Doutor Cesar") e Luis Cláudio Azeredo Viana ("Laurindo").
Em novembro de 2014, mais de quatro décadas depois das torturas na Casa da Morte, o caseiro do lugar, o soldado reformado e ex-paraquedista do Exército Antônio Waneir Pinheiro Lima, vulgo "Camarão" – apelido dado pelos colegas de farda por ter a pele muito vermelha – e que até então vivia em Araruama, na Região dos Lagos, e havia trabalhado para o bicheiro carioca Anísio Abraão David, foi localizado pela Polícia Federal no interior do estado do Ceará, em casa de parentes nordestinos, após dois meses de buscas a mando do grupo de trabalho do Ministério Público Federal responsável pela investigação dos crimes praticados durante a ditadura, e interrogado sobre sua participação nos eventos da época. "Camarão", acusado por Etienne Romeu de a ter estuprado por duas vezes durante seu cativeiro, declarou aos promotores ter sido apenas o vigia da propriedade, sem ter conhecimento do que se passava dentro dela.

## Projeto de Desapropriação
No dia 22 de agosto de 2012 foi assinado o decreto que iniciou o processo de desapropriação da casa, resultado direto da campanha iniciada em 2010 pelo Centro de Defesa dos Direitos Humanos de Petrópolis (que começou a promover um abaixo-assinado online) e acompanhada por diversas entidades como o Grupo Tortura Nunca Mais e o Comitê Petrópolis em Luta para ser criado ali o "Centro de Memória, Verdade e Justiça" de Petrópolis. O decreto de desapropriação foi assinado em 7 de dezembro de 2012 pelo prefeito de Petrópolis, Paulo Mustrangi, e o Ministério Público da cidade enviou cópia à Comissão Nacional da Verdade do "decreto de desapropriação para fins de utilidade pública" recomendando que a comissão "adote providências junto ao Executivo federal" para encontrar recursos que possibilitem a criação do Memorial Liberdade, Verdade e Justiça naquele local.
Em fevereiro de 2014, a ministra da Secretaria de Direitos Humanos da Presidência da República, Maria do Rosário, se comprometeu a destinar verba federal para o projeto de transformação da Casa da Morte em um museu pedagógico para a valorização da vida e em um lugar que conte a história da resistência à ditadura militar. A verba para a desapropriação e a obra, orçada em 1,4 milhão de reais, deverá ser dividida entre o município, o estado do Rio de Janeiro e a União.